# Trixi Worrack
Trixi Worrack (Cottbus, Brandenburg, 28 de setembre de 1981) és una ciclista alemanya que ha destacat en la ruta encara que també competeix en pista i en ciclocròs. Professional des del 2003, actualment milita a l'equip Canyon-SRAM.
En ruta ha aconseguit quatre medalles d'or als Campionats del món en contrarellotge per equips, i nombrosos campionats nacionals.

## Palmarès en ruta
- 1998
  -  Campiona del món júnior en contrarellotge
- 2001
  - Vencedora d'una etapa a la Women's Challenge
- 2002
  -  Campiona d'Europa sub-23 en Contrarellotge
  - 1a al Tour de la Drôme i vencedora de 2 etapes
  - Vencedora d'una etapa a la Volta a Turíngia
  - Vencedora de 3 etapes al Tour de Feminin-Krásná Lípa
- 2003
  -  Campiona d'Alemanya en ruta
- 2004
  - 1a al Tour de l'Aude i vencedora de 2 etapes
  - 1a al Giro de Toscana-Memorial Michela Fanini i vencedora d'una etapa
  - 1a al Tour de Feminin-Krásná Lípa
  - Vencedora d'una etapa al Holland Ladies Tour
  - Vencedora d'una etapa a la Gracia Orlová
- 2005
  - 1a a la Primavera Rosa
  - 1a a la LuK Challenge (amb Judith Arndt)
  - Vencedora d'una etapa al Tour de l'Aude
  - Vencedora de 2 etapes a l'Emakumeen Bira
- 2006
  - 1a a l'Albstadt-Frauen-Etappenrennen i vencedora de 2 etapes
- 2007
  - 1a a l'Albstadt-Frauen-Etappenrennen
  - Vencedora d'una etapa al Tour de l'Aude
  - Vencedora d'una etapa a la Volta a Turíngia
- 2008
  - 1a a l'Albstadt-Frauen-Etappenrennen i vencedora de 2 etapes
  - Vencedora d'una etapa a la Volta a Turíngia
  - Vencedora d'una etapa al Holland Ladies Tour
- 2009
  -  Campiona d'Alemanya en contrarellotge
  - 1a a la Gracia Orlová
  - Vencedora d'una etapa al Tour de l'Aude
  - Vencedora d'una etapa al Giro d'Itàlia
- 2010
  - 1a al Tour de Feminin-O cenu Českého Švýcarska i vencedora de 5 etapes
  - 1a a la Volta a Nuremberg
- 2011
  - Vencedora d'una etapa al Giro de Toscana-Memorial Michela Fanini
- 2012
  -  Campiona del món en contrarellotge per equips
  - 1a a l'Open de Suède Vårgårda TTT
  - Vencedora d'una etapa al Ladies Tour of Qatar
  - Vencedora d'una etapa a la Gracia Orlová
  - Vencedora de 2 etapes a la Volta a Turíngia
- 2013
  -  Campiona del món en contrarellotge per equips
  -  Campiona d'Alemanya en ruta
  - 1a a l'Open de Suède Vårgårda TTT
- 2014
  -  Campiona del món en contrarellotge per equips
  - 1a a l'Open de Suède Vårgårda TTT
- 2015
  -  Campiona del món en contrarellotge per equips
  -  Campiona d'Alemanya en ruta
  - 1a a la Volta a Califòrnia
- 2016
  -  Campiona d'Alemanya en contrarellotge
  - 1a al Ladies Tour of Qatar
- 2017
  -  Campiona d'Alemanya en contrarellotge

## Palmarès en ciclocròs
- 2012-2013
  -  Campiona d'Alemanya en ciclocròs

## Palmarès en pista
- 2008
  -  Campiona d'Alemanya en Puntuació